# Университет имени Альфреда Нобеля
Университет имени Альфреда Нобеля (укр. Університет імені Альфреда Нобеля, УАН) — украинское частное высшее учебное заведение в г. Днепре.
Было основано в 1993 году как Днепропетровская академия управления, бизнеса и права (ДАУБП); с 2001 года — Днепропетровский университет экономики и права (ДУЭП).
В 2010 году ДУЭП получил имя Альфреда Нобеля, а в 2011 году стал именоваться только Днепропетровским университетом его имени.
В его состав входит в качестве филиала Кременчугский институт Университета имени Альфреда Нобеля.
За 25 лет своего существования, к 2017 году, здесь подготовили почти 37 тыс. выпускников. 
В 2008 году на территории университета появился уникальный мемориальный знак "Планета Альфреда Нобеля", который называют ставшим одним из признанных символов города.

## Программы
Бакалавриат
- Экономика: экономика предприятия

Главный корпус, справа памятник «Планета Альфреда Нобеля»

- Экономика: экономическая кибернетика
- Менеджмент
- Маркетинг (украино- и англоязычная программы)
- Международные экономические отношения: международный бизнес (украино- и англоязычная программы)
- Финансы, банковское дело и страхование (украино- и англоязычная программы)
- Учет и налогообложение
- Филология: перевод
- Филология: язык и литература
- Филология: прикладная лингвистика
- Право
- Психология
- Социальная работа
- Политология
- Туризм
- Предпринимательство, торговля и биржевая деятельность

Магистратура
- Науки об образовании: педагогика высшей школы
- Филология: язык и литература (англ.)
- Филология: перевод (англ.)
- Экономика: экономическая кибернетика
- Экономика: экономика предприятия
- Психология: психологическое и организационное консультирование
- Психология: психология семьи
- Международные экономические отношения: международный бизнес
- Учет и налогообложение
- Финансы, банковское дело и страхование: международный финансовый менеджмент
- Менеджмент: менеджмент организаций и администрирование
- Менеджмент: бизнес-администрирование
- Менеджмент: управление учреждениями образования
- Маркетинг
- Предпринимательство, торговля и биржевая деятельность: товароведение и экспертиза в таможенном деле
- Предпринимательство, торговля и биржевая деятельность: товароведение и коммерческая деятельность
- Социальная работа: социально-педагогическая деятельность
- Право